# Lachnellula flavovirens
Lachnellula flavovirens är en svampart som först beskrevs av Giacopo Bresàdola, och fick sitt nu gällande namn av Dennis 1962. Lachnellula flavovirens ingår i släktet Lachnellula och familjen Hyaloscyphaceae.   Inga underarter finns listade i Catalogue of Life.